# كلية التجارة (جامعة كفر الشيخ)
أنشئت كلية التجارة جامعة كفر الشيخ كفرع لجامعة طنطا وفقا لموافقة المجلس الأعلى للجامعات بتاريخ 7/11/1990م وقد بدأت الكلية في قبول الطلاب الجدد من مكتب التنسيق اعتبارا من العام الجامعي 1995 /1996 م. ,ومع صدور القرار الجمهورى رقم 129 لسنة 2006 م بتحويل فرع كفرع الشيخ جامعة طنطا إلى جامعة مستقلة باسم جامعة كفر الشيخ أصبحت كلية التجارة مستقلة عن جامعة طنطا.

## أقسام الكلية
1. قسم المحاسبة
2. قسم إدارة الأعمال
3. قسم الإحصاء والرياضة والتأمين
4. قسم الاقتصاد والمالية العامة